# Chorwaten (Dnister)
Chorwaten am Dnister oder Östliche Chorwaten (griechisch Χρωβάτοι, altrussisch Хровате, polnisch Chorwaci wschodni) waren ein ostslawischer Stamm im Gebiet der heutigen westlichen Ukraine und eventuell im äußersten südöstlichen Polen.

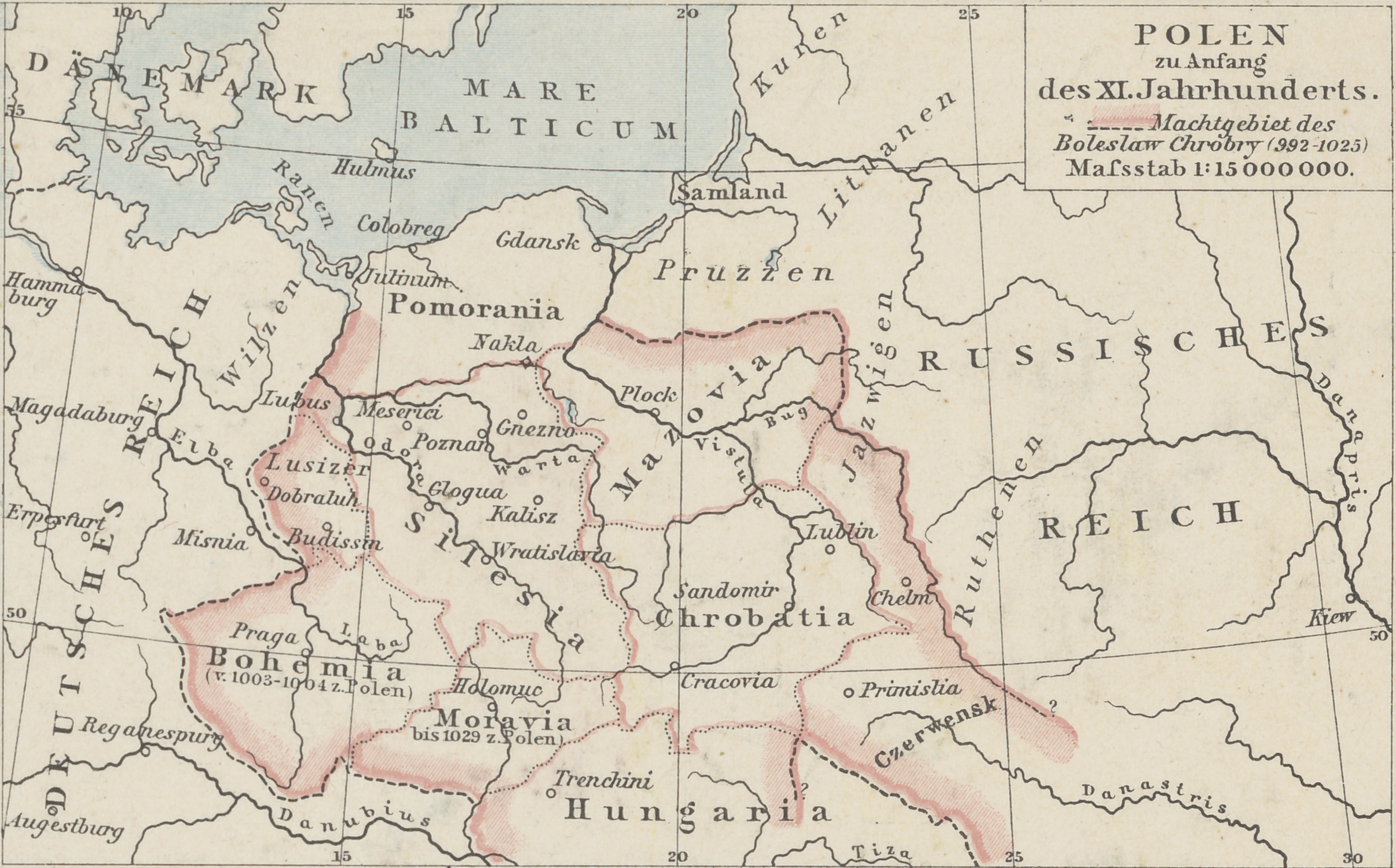
Das Siedlungsgebiet der Chorwaten zur Zeit der Herrschaft Bolesław I. Karte von Gustav Droysen (1886).

In Polen werden sie meist als weiße Kroaten bezeichnet.

## Name
Chorwaten war die Bezeichnung für verschiedene slawische Gruppen: von Kroaten auf der Balkanhalbinsel, von Chrowaten in der Steiermark (Kroatengau), von Chorvaten im nördlichen Böhmen und von Chorwaten am oberen Dnister.

## Geschichte
Chorwaten am Dnister werden in mittelalterlichen Texten nur an zwei Stellen explizit erwähnt: in der Reise des Wulfstan von Haithabu nach Truso (im 9. Jahrhundert) und in der ruthenischen Nestorchronik (aus dem frühen 12. Jahrhundert).
Der friesische Reisende Wulfstan erwähnt in seinem Bericht um 890 Hrvati östlich des Mährerreiches. Das wäre etwa am Karpatenbogen in der heutigen Ukraine (Karpatenukraine).
Die Nestorchronik beschreibt um 1116 die Eroberung des Stammes der Хровате (Chrowaten) am oberen Dnister durch den Kiewer Fürsten Wladimir I. im Jahre 992.
Bereits 907 hatten laut Nestorchronik Chrowaten am Zug des Kiewer Fürsten Oleg nach Konstantinopel teilgenommen. Sehr wahrscheinlich handelte es sich dabei um die Chorwaten am Dnister.
Die großen Kroaten (Χρωβάτοι) bei Konstantin VII. Porphyrogennetos (um 950) (in der Forschung fälschlicherweise meist als weiße Kroaten übersetzt), die Anfang des 7. Jahrhunderts auf den Balkan zogen, sind ohne Herkunftsangaben, kamen aber offensichtlich von östlich der Donau.
In der Nestorchronik werden einmal weiße Kroaten (Хровате Бѣлии) genannt, gemeinsam mit Karantanen und Serben (oder Sorben?), also offensichtlich in einem westlicheren Gebiet.

## Gegenwart
In der polnischen Forschung und Geschichtswiedergabe werden die östlichen Chorwaten fast durchgehend als weiße Kroaten bezeichnet, obwohl die einzige Nennung von weißen Kroaten in der Nestorchronik sich auf ein westlicheres Gebiet bezieht.
Da im Polnischen der Begriff Chorwaci sowohl Kroaten (auf dem Balkan) als auch Chorwaten bezeichnet, soll so offenbar eine Unterscheidung sichtbar gemacht werden. Als Siedlungsgebiet wird häufig ein Gebiet bis Krakau oder zumindest Przemyśl angenommen, ohne dass es dafür historische Belege gibt. Um Krakau siedelten die Wislanen, Przemyśl gehörte zu den Tscherwenischen Burgen.
Noch im 20. Jahrhundert bezeichneten sich viele Bewohner des äußersten Südostens Polens als Weiße Kroaten. Möglicherweise kamen in der Neuzeit und besonders durch die veränderte Grenzziehung 1945 zur Ukraine viele aus den Gebieten am oberen Dnister in das Gebiet um Przemysl und Krakau.